# Psephenus texanus
Psephenus texanus is een keversoort uit de familie keikevers (Psephenidae). De wetenschappelijke naam van de soort werd in 1967 gepubliceerd door Brown & Arlington.